# Haralu, Kudligi
Haralu là một làng thuộc tehsil Kudligi, huyện Bellary, bang Karnataka, Ấn Độ.